# Ctenus uluguruensis
Ctenus uluguruensis este o specie de păianjeni din genul Ctenus, familia Ctenidae, descrisă de Benoit, 1979.
Este endemică în Tanzania. Conform Catalogue of Life specia Ctenus uluguruensis nu are subspecii cunoscute.